# Tomás Gomes dos Santos

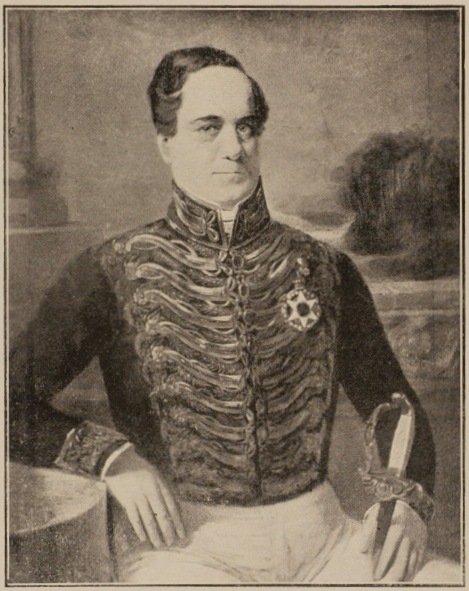
Retrato a pastel por Jean-Baptiste Borely

Tomás Gomes dos Santos (Rio de Janeiro, 17 de abril de 1803 – 9 de julho de 1874) foi um político brasileiro.
Foi presidente da província do Rio de Janeiro, de 20 de junho a 26 de julho de 1858.